# Langer See (Garzin)
Der Lange See (ⓘ) ist ein rund 34 Hektar umfassender See in Garzin, einem Ortsteil der Gemeinde Garzau-Garzin im Brandenburger Landkreis Märkisch-Oderland. Das Gewässer liegt im westlichen Bereich des Naturparks Märkische Schweiz.
Der langgestreckte Natursee ist Teil einer weichselglazialen Schmelzwasser-Nebenrinne auf dem südöstlichen Barnim, die am  168 Hektar umfassenden Naturschutzgebiet Ruhlsdorfer Bruch mit dem Ruhlsdorfer See beginnt und, wie auch der Lange See, vom Lichtenower Mühlenfließ durchflossen wird. Das weitgehend von Wald umgebene Gewässer wird fischereiwirtschaftlich und zum Angeln genutzt. Am Ostufer bei Garzin befindet sich ein öffentlicher, natürlicher Sandstrand mit einer Liegewiese. Der Europaradweg R1 führt am See vorbei.

## Geomorphologie und Hydrologie

### Seenkette der Schmelzwasserrinne
Der Lange See ist der größte Rinnensee einer Seenkette, die vom Ruhlsdorfer See bei Ruhlsdorf über den Steigsee und den Garziner Haussee bis zum Schmettauschen Schlosspark in Garzau reicht. In historischer Zeit soll es in der Seenkette mit dem Blättersee ein weiteres Gewässer gegeben haben. Die Seen werden vom Lichtenower Mühlenfließ durchflossen, das die Erosionsrinne über die Kageler Seenkette aus Elsensee, Baberowsee, Bauernsee und Liebenberger See zur Löcknitz in die Buckower Rinne entwässert. Die Buckower Rinne (auch: Löcknitz-Stobber-Rinne) hat sich in den letzten beiden Phasen der Weichsel-Eiszeit zwischen dem von Toteis gefüllten Oderbruch und dem Berliner Urstromtal (heutiges Spreetal) herausgebildet und trennt die Barnimplatte von der Lebuser Platte. Diese rund 30 Kilometer lange und zwei bis sechs Kilometer breite Rinne entwässert vom östlich benachbarten Niedermoor- und Quellgebiet Rotes Luch über den Stobber nach Nordosten zur Oder und über Stobberbach/Löcknitz nach Südwesten zur Spree.
Unklar ist, ob es ursprünglich eine Verbindung zwischen dem Ruhlsdorfer See und dem Haussee gab. Dieser Abschnitt des Mühlenfließes ist möglicherweise im Zuge eines Grabensystems für die Gewinnung von Wiesenflächen künstlich angelegt worden. Der Lange See liegt auf einer Höhe von 60,1 m ü. NN. Das Gefälle der Rinne vom Langen See bis zum Elsensee beträgt 31,4 Meter. Nördlich des Langen Sees stehen die späteiszeitlichen Erosionsformen am Garziner Haussee als Flächenhaftes Naturdenkmal mit rund 13 Hektar nach § 28 BNatSchG unter Schutz.

### Gewässersteckbrief und Badewasserqualität
Der Lange See ist durch eine weit vorspringende Halbinsel nahezu in zwei Becken geteilt. Das nördliche Becken verläuft von Ost nach West. Nach der Halbinsel knickt der See mit dem zweiten Becken nach Südwest ab. Die Gesamtausdehnung soll in Ost-West-Richtung rund 1,7 Kilometer und in Nord-Süd-Richtung rund 600 Meter betragen. Seine Fläche wird mit 34 Hektar angegeben. Die maximale Tiefe beträgt rund vier, die mittlere Tiefe rund zwei Meter.

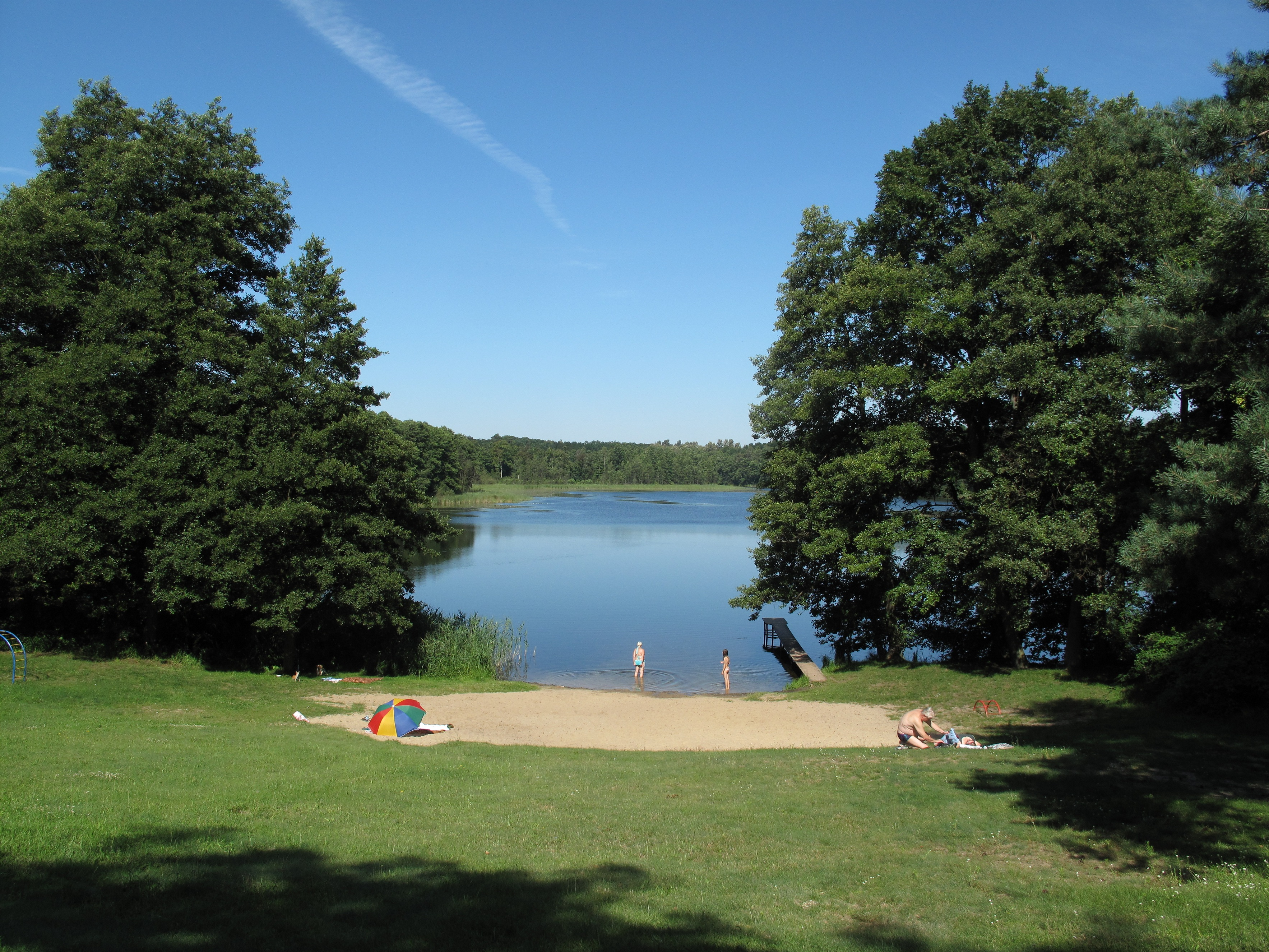
Strand am Ostufer des Nordbeckens

Eine Untersuchung der Badewasserqualität im Jahr 2006 ergab keine Beanstandungen. Untersucht wurden allerdings nicht die Indikatoren Escherichia coli und Intestinale Enterokokken nach der Badegewässerrichtlinie der EG von 2006/07, sondern Gesamt- und Fäkalcoliforme nach der Richtlinie 76/160 EWG von 1975. Dabei ergab sich für Gesamtcoliforme Anfang Mai ein Wert von < 30/100 ml und Anfang Juni von 150/100 ml (Leitwert 500/100 ml; Grenzwert 10000/100 ml). Die Belastung mit Fäkalcoliformen lag zu beiden Zeitpunkten bei < 30/100 ml (Leitwert 100/100 ml; Grenzwert 2000/100 ml). Der pH-Wert betrug jeweils 7,5. Die Sichttiefe wurde im Mai mit 2,0 und im Juni mit 2,8 Metern ermittelt. 2011 ergab sich ein leicht anderes Bild. Bei dieser Untersuchung rückte der Wert für die Gesamtcoliforme deutlich an den Leitwert 500/100 ml heran und die Kurzbewertung lautete mikrobiologisch nicht zu beanstanden- ausgezeichnet.

## Bewirtschaftung, Flora und Fauna

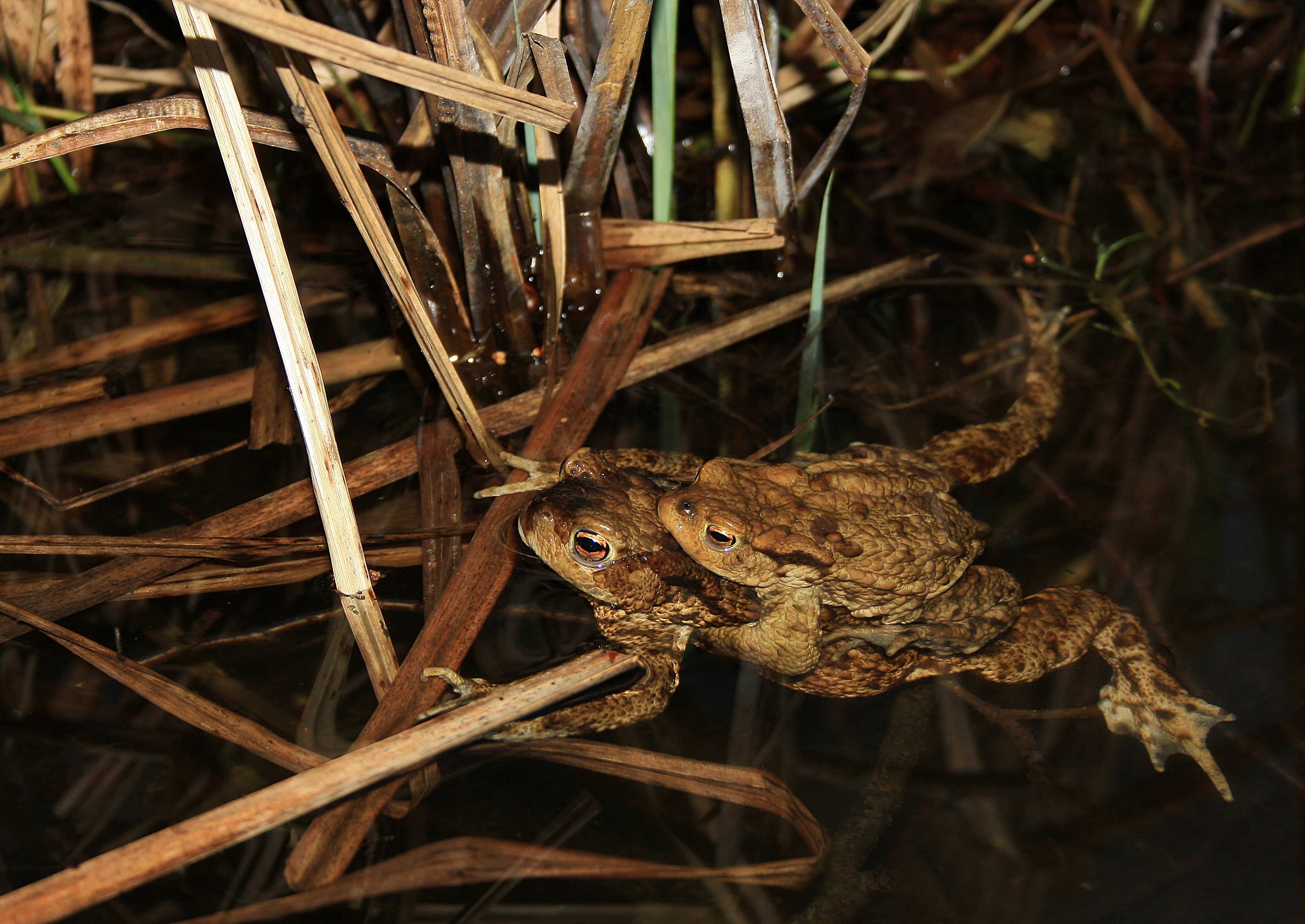
Erdkrötenpaar im Laichgewässer des Langen Sees, 2011

Der See wird von Anglern und von der Berufsfischerei genutzt. Im See kommen die laut Roter Liste Brandenburg im Bestand zurückgehenden Zander und Aale vor. Vereinzelt leben zudem Hechte im Gewässer. Weitere Fischarten sind Karpfen, Silberkarpfen, Brassen, Güster, Karausche (in Brandenburg nicht gefährdet), Barsche, Rotauge, Rotfeder und Ukelei.
In dem Laichgewässer leben unter anderem nach der Bundesartenschutzverordnung (BArtSchV) besonders geschützte Erdkröten, die in der Roten Liste Brandenburgs allerdings lediglich als gefährdet eingestuft sind. Der Froschlurch aus der Gattung der Echten Kröten ist im Allgemeinen dämmerungsaktiv und ruht tagsüber unter Steinen, zerfallenen Mauern, Totholz, Laub, Gebüschen oder in selbst gegrabenen Erdlöchern. 1944 gab es am See einen Nachweis der Zierlichen Moosjungfer. Die Segellibelle (Libellulidae) aus der Gattung der Moosjungfern wird in der Roten Liste Deutschlands als vom Aussterben bedroht (Kategorie 1) und in der Roten Liste Brandenburgs als stark gefährdet (Kategorie 2) eingestuft. Das naturbelassene Gewässer ist teilweise von Seerosen bedeckt, von einem breiten Schilfgürtel und fast vollständig von Wald umgeben. Auwälder prägen die versumpften Bereiche am südlichen Abfluss des Mühlenfließes und nach Norden zum Haussee und sind Lebensraum für Adler und die laut Roter Liste in Brandenburg stark gefährdeten Fischotter. Am Mühlenfließ findet sich eine bemerkenswerte Wasservegetation aus Flutendem Hahnenfuß und Wasserstern.

## Besiedlung und Strand
Wie der Burgwall Garzin zeigt, war die Region am Langen See bereits spätestens zur slawischen Zeit im 8./10. Jahrhundert besiedelt. Die Anfänge Garzins lagen auf einer Halbinsel, umgeben vom Vorläufer des Haussees. Alte Garziner Familiennamen wie „Fehrmann“ deuten auf den Beruf des Fährmanns hin, der hier vermutlich ausgeübt wurde, als die Landschaft ringsum von Kanälen durchzogen war. Der deutsche Ort Garzin ist erstmals 1309 erwähnt und war bis zu Beginn des 16. Jahrhunderts im Besitz des Adelsgeschlechts Wulkow, anschließend im Besitz derer von Pfuel. Das Straßenangerdorf mit einer denkmalgeschützten Feldsteinkirche aus dem 13. Jahrhundert erstreckt sich vom Ostufer des Sees nach Norden bis zum Haussee. Am Ortseingang am Ostufer des Langen Sees befindet sich eine unbeaufsichtigte Badestelle mit einem flach ins Wasser abfallenden Sandstrand und einem Steg. Die Liegewiese zieht sich am Hang empor bis zu einem Parkplatz an der Kreisstraße K 4617.